# Hermann Gerland
Pour les articles homonymes, voir Gerland (homonymie).
Hermann Gerland, né le 4 juin 1954 à Bochum, est un footballeur allemand devenu entraineur adjoint du FC Bayern Munich.

## Biographie

### Carrière de joueur
De 1972 à 1984, Hermann Gerland effectue la totalité de sa carrière de joueur dans le club de VfL Bochum. Défenseur, il marque 4 buts en 203 apparitions dans le championnat d'Allemagne de football.

### Carrière d'entraîneur
De 1988 à 1990, deux ans après la fin de sa carrière de joueur, il devient entraîneur de l'unique club qui a connu, le VfL Bochum.

#### Au Bayern Munich
De 1990 à 1995 puis de 2001 à 2009, il est l'entraîneur de l'équipe B du Bayern Munich.
D'avril à juin 2009, il est devient l'entraîneur adjoint de l'équipe première, quand Jürgen Klinsmann est remplacé par Jupp Heynckes. En avril 2011, à la suite du limogeage de Louis van Gaal, il est à nouveau nommé entraîneur adjoint du club Bavarois, lorsque Andries Jonker prendre les rênes de l'équipe.

## Statistiques joueur
| Saison      | Club       | Division   | Championnat       | Coupes nationales |
| ----------- | ---------- | ---------- | ----------------- | ----------------- |
| 1972 - 1973 | VfL Bochum | Bundesliga | 20 matchs / 1 but |                   |
| 1973 - 1974 | VfL Bochum | Bundesliga | 12 matchs         |                   |
| 1974 - 1975 | VfL Bochum | Bundesliga | 8 matchs          |                   |
| 1975 - 1976 | VfL Bochum | Bundesliga | 25 matchs / 1 but |                   |
| 1976 - 1977 | VfL Bochum | Bundesliga | 32 matchs         |                   |
| 1977 - 1978 | VfL Bochum | Bundesliga | 30 matchs / 1 but |                   |
| 1978 - 1979 | VfL Bochum | Bundesliga | 22 matchs         |                   |
| 1979 - 1980 | VfL Bochum | Bundesliga | 19 matchs / 1 but |                   |
| 1980 - 1981 | VfL Bochum | Bundesliga | 17 matchs         |                   |
| 1981 - 1982 | VfL Bochum | Bundesliga | 7 matchs          |                   |
| 1982 - 1983 | VfL Bochum | Bundesliga | 3 matchs          |                   |
| 1983 - 1984 | VfL Bochum | Bundesliga | 8 matchs          |                   |